# Crinodes abscondens
Crinodes abscondens är en fjärilsart som beskrevs av Druce 1898. Crinodes abscondens ingår i släktet Crinodes och familjen tandspinnare. Inga underarter finns listade i Catalogue of Life.